# Typhonium alpinum
Typhonium alpinum là một loài thực vật có hoa trong họ Ráy (Araceae). Loài này được C.Y.Wu ex H.Li, Y.Shiao & S.L.Tseng miêu tả khoa học đầu tiên năm 1977.